# Nicolas Grunitzky
Pour les articles homonymes, voir Grunitzky.
Nicolas Grunitzky, né le 5 avril 1913 à Atakpamé et mort le 27 septembre 1969 à Paris, est un homme d'État franco-togolais, deuxième président de la République togolaise indépendante du 16 janvier 1963 au 13 janvier 1967.

## Biographie
Né d'un père allemand (d'origine polonaise) et d'une mère togolaise, il suit des études d'ingénieur conducteur de travaux à l'École spéciale des travaux publics, du bâtiment et de l'industrie (ESTP) de Paris, puis intègre l'administration coloniale avant de la quitter pour créer sa propre entreprise. Parallèlement, il est le secrétaire général du Parti togolais du progrès. Élu député en 1951 à l'Assemblée territoriale togolaise, il est Premier ministre de la république autonome du Togo du 10 septembre 1956 au 16 mai 1958.
Allié de longue date de la France, Nicolas Grunitzky devient le président de la République à la suite d'un coup d'État qui se conclut par l'assassinat du président Sylvanus Olympio, son beau-frère. Ce coup d'État, le premier de toute l'histoire de l'Afrique noire après les indépendances, est organisé par un groupe de soldats dirigé par le sergent Gnassingbé Eyadema ; c'est ce dernier qui renversera à son tour Nicolas Grunitzky le 13 janvier 1967.
Après l'intérim d'Emmanuel Bodjollé, Grunitzky est désigné président par intérim le 16 janvier. Il est ensuite élu président sans opposition le 5 mai suivant. Au pouvoir, il s'emploie à resserrer les liens avec la France. Il abandonne le projet de monnaie nationale que portait son prédécesseur pour conserver le franc CFA et signe les accords de coopération franco-togolais.
Après avoir été écarté du pouvoir le 13 janvier 1967, il s'installe à Abidjan. À la suite d'un accident de voiture survenu dans son nouveau pays d'adoption, Nicolas Grunitzky est transporté à l'hôpital de la Salpêtrière à Paris, où il décède le 27 septembre 1969.

## Distinctions et décorations
- Grand-croix de l'ordre national du Dahomey (1963)[5].